# Иксан
Икса́н (кор. 익산시?, 益山市?, Iksan-si) — город в провинции Чолла-Пукто, Южная Корея.